# Краснопольское сельское поселение (Волгоградская область)
Краснопо́льское се́льское поселе́ние — муниципальное образование в составе Нехаевского района Волгоградской области.
Административный центр — село Краснополье.

## История
Краснопольское сельское поселение образовано 18 ноября 2004 года в соответствии с Законом Волгоградской области № 977-ОД.

## Население
| 2010 | 2012 | 2013 | 2014 | 2015 | 2016 | 2017 |
| ---- | ---- | ---- | ---- | ---- | ---- | ---- |
| 453  | ↘426 | ↘411 | ↘398 | ↘387 | ↘378 | ↘370 |
| 2018 | 2019 | 2020 | 2021 |      |      |      |
| ↘363 | ↘358 | ↘345 | ↗346 |      |      |      |

## Состав сельского поселения
| № | Населённый пункт | Тип населённого пункта       | Население |
| - | ---------------- | ---------------------------- | --------- |
| 1 | Краснополье      | село, административный центр | ↗346      |